# San Juan Cuautlancingo
San Juan Cuautlancingo es una localidad del estado mexicano de Puebla. Es cabecera del municipio de Cuautlancingo.

## Demografía
| Censo | Población |
| ----- | --------- |
| 1900  | 2 072     |
| 1910  | 2 141     |
| 1921  | 2 264     |
| 1930  | 2 612     |
| 1940  | 2 726     |
| 1950  | 3 589     |
| 1960  | 4 203     |
| 1970  | 4 929     |
| 1980  | 8 193     |
| 1990  | 10 437    |
| 1995  | 13 215    |
| 2000  | 16 297    |
| 2005  | 21 040    |
| 2010  | 25 104    |
| 2020  | 36 620    |